# Copa Davis Juvenil 2015
La Copa Davis Juvenil de 2015 es la 31.ª edición del torneo de tenis junior masculino. Participan dieciséis equipos, agrupados en cuatro grupos de cuatro países.

## Participan
| - Alemania - Argentina - Australia - Brasil | - Canadá - China Taipéi - Colombia - España | - Estados Unidos - Hong Kong - Japón - Polonia | - República Checa - Rusia - Sudáfrica - Suecia |

## Eliminatoria

### Grupo A
| País            | Jugados | Ganados | Perdidos | Puntos | Partidos (G-P) | Sets (G-P) | Juegos (G-P) |
| --------------- | ------- | ------- | -------- | ------ | -------------- | ---------- | ------------ |
| Canadá          | 3       | 3       | 0        | 3      | 9-0            | 18-3       | 119-68       |
| República Checa | 3       | 2       | 1        | 2      | 5-4            | 12-8       | 99-98        |
| Polonia         | 3       | 1       | 2        | 1      | 3-6            | 8-13       | 93-108       |
| Hong Kong       | 3       | 0       | 3        | 0      | 1-8            | 3-17       | 71-117       |

### Grupo B
| País         | Jugados | Ganados | Perdidos | Puntos | Partidos (G-P) | Sets (G-P) | Juegos (G-P) |
| ------------ | ------- | ------- | -------- | ------ | -------------- | ---------- | ------------ |
| Rusia        | 3       | 3       | 0        | 3      | 7-2            | 14-5       | 102-67       |
| Argentina    | 3       | 2       | 1        | 2      | 7-2            | 15-5       | 115-78       |
| China Taipéi | 3       | 1       | 2        | 1      | 3-6            | 7-12       | 74-100       |
| Suecia       | 3       | 0       | 3        | 0      | 1-8            | 2-16       | 62-108       |

### Grupo C
| País           | Jugados | Ganados | Perdidos | Puntos | Partidos (G-P) | Sets (G-P) | Juegos (G-P) |
| -------------- | ------- | ------- | -------- | ------ | -------------- | ---------- | ------------ |
| Japón          | 3       | 3       | 0        | 3      | 7-2            | 15-6       | 105-82       |
| Estados Unidos | 3       | 2       | 1        | 2      | 4-5            | 9-12       | 94-89        |
| Brasil         | 3       | 1       | 2        | 1      | 4-5            | 9-11       | 77-92        |
| España         | 3       | 0       | 3        | 0      | 3-6            | 9-13       | 93-106       |

### Grupo D
| País      | Jugados | Ganados | Perdidos | Puntos | Partidos (G-P) | Sets (G-P) | Juegos (G-P) |
| --------- | ------- | ------- | -------- | ------ | -------------- | ---------- | ------------ |
| Alemania  | 3       | 3       | 0        | 3      | 7-2            | 16-6       | 120-87       |
| Australia | 3       | 2       | 1        | 2      | 4-5            | 15-5       | 111-62       |
| Colombia  | 3       | 1       | 2        | 1      | 3-6            | 7-13       | 70-98        |
| Sudáfrica | 3       | 0       | 3        | 0      | 1-8            | 3-17       | 55-109       |

## Play-Off
|  | Semifinales | Semifinales |   |       | Final        | Final |  |
|  |             |             |   |       |              |       |  |
|  |             |             |   |       |              |       |  |
|  | Canadá      | 3           |   |       |              |       |  |
|  | Rusia       | 0           |   |       |              |       |  |
|  |             |             |   |       |              |       |  |
|  |             |             |   |       |              |       |  |
|  |             |             |   |       | Canadá       | 2     |  |
|  |             | Alemania    | 1 |       |              |       |  |
|  |             |             |   |       |              |       |  |
|  |             |             |   |       |              |       |  |
|  |             |             |   |       | Tercer lugar |       |  |
|  |             |             |   |       |              |       |  |
|  | Japón       | 1           |   | Rusia | 3            |       |  |
|  | Alemania    | 2           |   |       | Japón        | 0     |  |

## Puestos del 5 al 8
|  | 5° al 8°        | 5° al 8°  |   |                 | 5 y 6°         | 5 y 6° |  |
|  |                 |           |   |                 |                |        |  |
|  |                 |           |   |                 |                |        |  |
|  | República Checa | 1         |   |                 |                |        |  |
|  | Argentina       | 2         |   |                 |                |        |  |
|  |                 |           |   |                 |                |        |  |
|  |                 |           |   |                 |                |        |  |
|  |                 |           |   |                 | Argentina      | 1      |  |
|  |                 | Australia | 2 |                 |                |        |  |
|  |                 |           |   |                 |                |        |  |
|  |                 |           |   |                 |                |        |  |
|  |                 |           |   |                 | 7 y 8°         |        |  |
|  |                 |           |   |                 |                |        |  |
|  | Estados Unidos  | 1         |   | República Checa | 1              |        |  |
|  | Australia       | 2         |   |                 | Estados Unidos | 2      |  |

## Puestos del 9 al 12
|  | 9° al 12°    | 9° al 12° |   |              | 9 y 10°  | 9 y 10° |  |
|  |              |           |   |              |          |         |  |
|  |              |           |   |              |          |         |  |
|  | Polonia      | 2         |   |              |          |         |  |
|  | China Taipéi | 1         |   |              |          |         |  |
|  |              |           |   |              |          |         |  |
|  |              |           |   |              |          |         |  |
|  |              |           |   |              | Polonia  | 2       |  |
|  |              | Colombia  | 1 |              |          |         |  |
|  |              |           |   |              |          |         |  |
|  |              |           |   |              |          |         |  |
|  |              |           |   |              | 11 y 12° |         |  |
|  |              |           |   |              |          |         |  |
|  | Brasil       | 1         |   | China Taipéi | 1        |         |  |
|  | Colombia     | 2         |   |              | Brasil   | 2       |  |

## Puestos del 13 al 16
|  | 13° al 16° | 13° al 16° |   |           | 13 y 14°  | 13 y 14° |  |
|  |            |            |   |           |           |          |  |
|  |            |            |   |           |           |          |  |
|  | España     | 2          |   |           |           |          |  |
|  | Sudáfrica  | 1          |   |           |           |          |  |
|  |            |            |   |           |           |          |  |
|  |            |            |   |           |           |          |  |
|  |            |            |   |           | España    | 3        |  |
|  |            | Suecia     | 0 |           |           |          |  |
|  |            |            |   |           |           |          |  |
|  |            |            |   |           |           |          |  |
|  |            |            |   |           | 15 y 16°  |          |  |
|  |            |            |   |           |           |          |  |
|  | Hong Kong  | 0          |   | Sudáfrica | 2         |          |  |
|  | Suecia     | 3          |   |           | Hong Kong | 1        |  |

## Resultado final
| #                 | País            |
| ----------------- | --------------- |
| Medalla de oro    | Canadá          |
| Medalla de plata  | Alemania        |
| Medalla de bronce | Rusia           |
| 4                 | Japón           |
| 5                 | Australia       |
| 6                 | Argentina       |
| 7                 | Estados Unidos  |
| 8                 | República Checa |
| 9                 | Polonia         |
| 10                | Colombia        |
| 11                | Brasil          |
| 12                | China Taipéi    |
| 13                | España          |
| 14                | Suecia          |
| 15                | Sudáfrica       |
| 16                | Hong Kong       |